# Sarai Aquil
Sarai Aquil é uma cidade e uma nagar panchayat no distrito de Kaushambi, no estado indiano de Uttar Pradesh.

## Demografia
Segundo o censo de 2001, Sarai Aquil tinha uma população de 15,719 habitantes. Os indivíduos do sexo masculino constituem 54% da população e os do sexo feminino 46%. Sarai Aquil tem uma taxa de literacia de 48%, inferior à média nacional de 59.5%: a literacia no sexo masculino é de 55% e no sexo feminino é de 39%. Em Sarai Aquil, 16% da população está abaixo dos 6 anos de idade.